# Saint-Amans (Aude)
Saint-Amans – miejscowość i gmina we Francji, w regionie Oksytania, w departamencie Aude.
Według danych na rok 1990 gminę zamieszkiwało 81 osób, a gęstość zaludnienia wynosiła 10 osób/km² (wśród 1545 gmin Langwedocji-Roussillon Saint-Amans plasuje się na 820. miejscu pod względem liczby ludności, natomiast pod względem powierzchni na miejscu 852.).

## Zabytki
Zabytki w miejscowości posiadające status Monument historique:
- młyn wiatrowy (moulin à vent)